# Terminalia guyanensis
Terminalia guyanensis är en tvåhjärtbladig växtart som beskrevs av August Wilhelm Eichler. Terminalia guyanensis ingår i släktet Terminalia och familjen Combretaceae. Inga underarter finns listade i Catalogue of Life.